# Figueira da Foz
Figueira da Foz (wym. /fiˈɣɐjɾɐ ðɐ ˈfɔʃ/ lub /fiˈɣejɾɐ (...)/) – miejscowość w Portugalii, leżąca w dystrykcie Coimbra, w regionie Centrum w podregionie Baixo Mondego (przy ujściu rzeki Mondego do Oceanu Atlantyckiego). Miejscowość jest siedzibą gminy o tej samej nazwie.

## Demografia
| Liczba ludności gminy Figueira da Foz (1801–2011) | Liczba ludności gminy Figueira da Foz (1801–2011) | Liczba ludności gminy Figueira da Foz (1801–2011) | Liczba ludności gminy Figueira da Foz (1801–2011) | Liczba ludności gminy Figueira da Foz (1801–2011) | Liczba ludności gminy Figueira da Foz (1801–2011) | Liczba ludności gminy Figueira da Foz (1801–2011) | Liczba ludności gminy Figueira da Foz (1801–2011) | Liczba ludności gminy Figueira da Foz (1801–2011) | Liczba ludności gminy Figueira da Foz (1801–2011) |
| ------------------------------------------------- | ------------------------------------------------- | ------------------------------------------------- | ------------------------------------------------- | ------------------------------------------------- | ------------------------------------------------- | ------------------------------------------------- | ------------------------------------------------- | ------------------------------------------------- | ------------------------------------------------- |
| 1801                                              | 1849                                              | 1900                                              | 1930                                              | 1960                                              | 1981                                              | 1991                                              | 2001                                              | 2004                                              | 2011                                              |
| 10 281                                            | 8 021                                             | 43 032                                            | 49 590                                            | 57 631                                            | 58 559                                            | 61 555                                            | 62 601                                            | 63 144                                            | 62 105                                            |

## Sołectwa
Sołectwa gminy Figueira da Foz (ludność wg stanu na 2011 r.):
- Alhadas (4057 osób)
- Alqueidão (1752)
- Bom Sucesso (2133)
- Borda do Campo (847)
- Brenha (912)
- Buarcos (8602)
- Ferreira-a-Nova (1488)
- Lavos (4004)
- Maiorca (2634)
- Marinha das Ondas (3179)
- Moinhos da Gândara (1265)
- Paião (2268)
- Quiaios (2901)
- Santana (1058)
- São Julião da Figueira da Foz (9686)
- São Pedro (2910)
- Tavarede (9441)
- Vila Verde (2968)